# Mattia Zanotti
Mattia Zanotti (* 11. Januar 2003 in Brescia) ist ein italienischer Fußballspieler. Der rechte Außenverteidiger steht seit Juli 2024 beim FC Lugano unter Vertrag.

## Karriere

### Im Verein
Zanotti wurde in Brescia geboren und wuchs in Lonato del Garda auf. Er begann mit dem Fußballspielen beim lokalen Virtus Feralpi Lonato, ehe er sich im Alter von acht Jahren der Jugendabteilung von Brescia Calcio anschloss. 2017 wechselte er in die U15 von Inter Mailand und durchlief dort in den folgenden Jahren die übrigen Jugendmannschaften. Im Oktober 2021 wurde er mit einem Profivertrag über vier Jahre bis 2025 ausgestattet. Im Dezember 2021 debütierte Zanotti in Inters Profimannschaft unter Simone Inzaghi in der Serie A, als er beim 4:0-Sieg gegen Cagliari Calcio in der Schlussphase für Ivan Perišić eingewechselt wurde. Bei drei weiteren Ligaspielen sowie der Champions-League-Begegnung gegen Real Madrid gehörte er in diesem Monat ebenfalls dem Spieltagskader an, ohne zum Einsatz zu kommen. In der Saison 2022/23 gehörte Zanotti regelmäßig dem Kader der Profis an und gewann mit der Mannschaft die Supercoppa Italiana. Er selbst bestritt jedoch nur zwei weitere Ligaspiele und erhielt weiterhin hauptsächlich Spielpraxis in der Jugendmannschaft.
Im Sommer 2023 verlängerte Zanotti seinen Vertrag mit Inter um zwei Jahre bis 2027 und wurde anschließend für eine Saison an den Schweizer Erstligisten FC St. Gallen ausgeliehen. Dort wurde er Stammspieler und konnte mit guten Leistungen auf sich aufmerksam machen, sodass die Swiss Football League den Rechtsverteidiger am Saisonende in ihr „Team der Saison“ aufnahm. Nach Ablauf der Leihe blieb Zanotti in der Schweiz und schloss sich dem Vizemeister FC Lugano an, der ihn gegen Zahlung einer Ablösesumme fest verpflichtete und mit einem Vierjahresvertrag bis 2028 ausstattete.

### Nationalmannschaft
2018 debütierte Zanotti in der italienischen U15-Nationalmannschaft und spielte in den folgenden Jahren auch jeweils in der U16-, U17- und U19-Auswahl des italienischen Fußballverbands. Ab September 2022 gehörte er der U20-Nationalmannschaft an und nahm mit dieser als Stammspieler an der U20-Weltmeisterschaft 2023 teil, bei der das Team das Finale erreichen konnte, dort jedoch Uruguay unterlag. Ab September 2023 war er fester Bestandteil der italienischen U21-Auswahl. Mit dieser nahm er 2025 an der U21-Europameisterschaft teil, bei der das Team im Viertelfinale gegen die Niederlande ausschied.

### Erfolge
- Supercoppa Italiana: 2022
- U20-Vizeweltmeister: 2023